# Buco nero privo di singolarità
Un Buco nero privo di singolarità è un modello matematico di buco nero che evita alcuni paradossi teorici del modello standard di buco nero, quali la perdita di informazione e la natura inosservabile dell'orizzonte degli eventi.

## Evitare paradossi nel modello standard di buco nero
Perché un buco nero possa esistere fisicamente come soluzione all'equazione di campo di Einstein, deve formare un orizzonte degli eventi in un tempo finito rispetto a degli osservatori esterni. Ciò richiede una teoria accurata circa la formazione dei buchi neri, e diverse ne sono state proposte. Nel 2007, Shuan Nan Zhang dell'Università di Tsinghua ha proposto un modello nel quale l'orizzonte degli eventi di un potenziale buco nero si forma (o si espande) solo dopo che un oggetto cade nell'orizzonte esistente, o dopo che l'orizzonte ha superato la densità critica. In altre parole, un oggetto in caduta causa l'espansione dell'orizzonte del buco nero, il che avviene solo dopo che l'oggetto è caduto nel buco, consentendo un orizzonte osservabile in un tempo finito. Questa soluzione ad ogni modo non risolve il paradosso dell'informazione.

## Modelli alternativi di buco nero
I modelli di buco nero privo di singolarità sono stati proposti fin dal momento in cui si realizzò l'esistenza di problemi teorici con i buchi neri. Oggi alcuni dei candidati più plausibili per il risultato finale del collasso di una stella con massa ben al di sopra del limite di Chandrasekhar comprendono la gravastar e la stella di energia oscura. Un'alternativa plausibile è anche la stella nera, priva di singolarità e di orizzonte degli eventi.
Benché i buchi neri fossero una parte generalmente accettata della fisica convenzionale per gran parte della fine del XX secolo, modelli alternativi ricevettero nuove attenzioni quando le proposte di George Chapline e successivamente di Lawrence Krauss, Dejan Stojkovic e Tanmay Vachaspati della Case Western Reserve University mostrarono in diversi modelli distinti che gli orizzonti dei buchi neri non potevano formarsi.
Tali ricerche hanno attratto molta attenzione da parte dei mass-media, dato che i buchi neri hanno da molto tempo catturato l'immaginazione degli scienziati e del pubblico per via della loro innata semplicità e del loro mistero. I recenti risultati teorici sono stati quindi sottoposti a severo scrutinio e per la maggior parte invalidati. Diversi modelli alternativi di buco nero sono stati mostrati essere instabili in condizioni di rotazione estremamente rapida, la quale, per via della conservazione del momento angolare, non sarebbe una condizione insolita per una stella collassata (si veda pulsar). L'esistenza di un modello stabile di buco nero privo di singolarità resta una questione aperta.
Uno studio del 2024 dimostra che la velocità di fuga tende ad annullarsi in corrispondenza dell'orizzonte degli eventi, la curvatura dello spazio-tempo diventa finita ed è impossibile che la materia entri nel buco nero. Non si verifica un collasso dello spazio-tempo da cui nulla potrebbe uscire; l'orizzonte degli eventi è la frontiera al di là della quale il tempo è immaginario. Non vi è quindi un punto di densità infinita, una singolarità che "divora" la materia, bensì della materia che orbita intorno al buco nero.